# Hildegard Peplau
Hildegard Elisabeth Peplau (* 1. September 1909 in Reading, Pennsylvania; † 17. März 1999 in Sherman Oaks, Kalifornien) war eine amerikanische Krankenschwester, Pflegetheoretikerin und Professorin. Sie entwickelte die Theorie der interpersonalen Beziehung, auf der das Pflegemodell der psychodynamischen Pflege basiert. Ihre Arbeiten gelten als die erste Pflegetheorie nach Florence Nightingales 1859 erschienenen Notes on Nursing und hatten auf die Entwicklung der Pflegeforschung, der Pflegebildung, die Pflegekultur und das pflegerische Selbstverständnis einen maßgeblichen Einfluss.

## Werdegang
Peplau legte ihr Examen als Krankenschwester im Jahre 1931 ab und leitete ab 1936 am Bennington College in Vermont den Gesundheitsdienst. Während dieser Tätigkeit nahm sie ein Studium im Fach Interpersonale Psychologie auf, das sie 1943 mit dem B.A. abschloss. Sie trat während des Zweiten Weltkrieges als First Lieutenant in das U.S. Army Nurse Corps ein und wurde in der Neurologie und Psychiatrie eingesetzt. Nach 1945 setzte sie ihre Studien fort und graduierte als M.A. in psychiatrischer Pflege. Aus diesem Bereich und entsprechenden Einrichtungen stammen überwiegend auch ihre praktischen Erfahrungen in der Pflege. 1953 wurde Peplau in Curriculumsentwicklung promoviert. Im Jahre 1954 wurde sie als Dozentin an die Rutgers University berufen, sie habilitierte 1960. 1969 wurde sie leitende Direktorin der American Nurses Association (ANA), übernahm die Präsidentschaft der Vereinigung in den Jahren von 1970 bis 1972, von 1972 bis 1974 diente sie der ANA als Vizepräsidentin. Neben ihrer Lehrtätigkeit war sie Mitglied des Expertenrates der Weltgesundheitsorganisation und Pflegeberaterin der US Air Force, des United States Public Health Service und des National Institute of Mental Health.
In Deutschland war es die Schwesternschule der Universität Heidelberg, die als eine der ersten universitären Institutionen die Pflegetheorie Hildegard Peplaus in ihr Curriculum integrierte. In den 1990er Jahren stand Hildegard Peplau in Schriftwechsel mit der Frankfurter Pflegewissenschaftlerin Hilde Steppe.
Peplau verstarb am 17. März 1999 in Sherman Oaks, Kalifornien.

### Pflegetheorie der interpersonalen Beziehung
Hildegard Peplau war maßgeblich beeinflusst von den Arbeiten des US-amerikanischen Mediziners Harry Stack Sullivan. Sie reformulierte Sullivans Ideen für die Pflege, wandte diese Ideen auf pflegerische Phänomene an und stellte sie in den von Sullivan vorgegebenen Bezugsrahmen der interpersonalen Beziehungen. Im Rahmen dieser interpersonalen Beziehungen sollen, so Peplau, die auftretenden Phänomene, also die Lebensschwierigkeiten des Patienten, von der Pflegekraft gedeutet und analysiert werden in der Absicht, entsprechende Lösungen herbeizuführen.

## Veröffentlichungen (Auszug)
- Interpersonal Relations in Nursing: A Conceptual Frame of Reference for Psychodynamic Nursing, Putnam, 1952
- Basic principles of patient counseling: extracts from two clinical nursing workshops in psychiatric hospitals, Smith Kline & French Laboratories, 1965
- Psychiatric Nursing (mit Peggy Martin), Scutari, 1995, ISBN 1-873853-23-8